# Les Fils de l'homme (bande originale)
Pour un article plus général, voir Les Fils de l'homme (film).
Children of Men est composé des deux albums musicaux du film Les Fils de l’homme. L’un est une compilation de morceaux d’artistes variés ; l’autre a été fait par John Tavener.

## Original Motion Picture Soundtrack
| 1.    | Hush                              | Deep Purple                 | 4:25 |
| 2.    | Witness (1 Hope)                  | Roots Manuva                | 4:14 |
| 3.    | Tomorrow Never Knows              | Junior Parker               | 3:30 |
| 4.    | Sleepy Shores                     | Michael Price               | 2:52 |
| 5.    | The Court of the Crimson King     | King Crimson                | 4:49 |
| 6.    | Backward                          | Kode9, Spaceape             | 4:33 |
| 7.    | Wait                              | The Kills                   | 4:47 |
| 8.    | There Is an Ocean                 | Donovan                     | 4:47 |
| 9.    | Ruby Tuesday                      | Franco Battiato             | 3:37 |
| 10.   | Money Honey                       | Annette Henry, Kevin Martin | 3:46 |
| 11.   | Arbeit Macht Frei                 | The Libertines              | 1:15 |
| 12.   | Indian Stomp                      | Cyrus                       | 3:29 |
| 13.   | Bring on the Lucie (Freda Peeple) | John Lennon                 | 4:13 |
| 14.   | Running the World                 | Jarvis Cocker               | 4:43 |
| 55:00 |                                   |                             |      |

## Fragments of a Prayer
| 1.    | Fragments of a Prayer (contient des paroles en latin, allemand et sanskrit chantés par un mezzo soprano[Qui ?]) |                         | 15:21 |
| 2.    | Eternity's Sunrise                                                                                              |                         | 10:53 |
| 3.    | Alexander's Feast/War, He Sung, Is Toil and Trouble                                                             | Georg Friedrich Haendel | 4:44  |
| 4.    | Kindertotenlieder/Nun Will Die Sonn' So Hell Aufgeh'n                                                           | Gustav Mahler           | 5:31  |
| 5.    | Threnody for the Victims of Hiroshima                                                                           | Krzysztof Penderecki    | 9:59  |
| 6.    | Song of the Angel                                                                                               |                         | 4:35  |
| 7.    | The Lamb |                         | 3:20  |
| 8.    | Mother and Child                                                                                                |                         | 12:38 |
| 9.    | Mother of God, Here I Stand                                                                                     |                         | 3:28  |
| 75:29 | |                         |       |